# 兜割

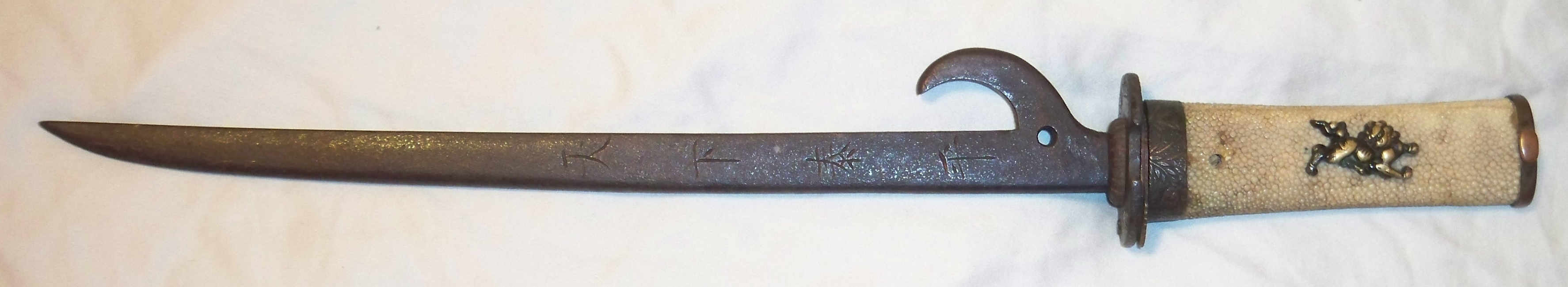
鮫皮巻き柄の兜割

兜割（かぶとわり）は、日本で用いられた十手に類似した武器および捕具（捕物用具）である。
鉢割（はちわり）とも呼ばれ、古民具・美術骨董具では、60cmを超える長さの物は日本刀から転用された刃引刀（はびきとう）と混同されて双方とも鉄刀と呼ばれる。

## 概要
主に室町時代から捕縛吏(捕方)などに使用された武器および捕具で、日本刀の攻撃を防げて尚且つ攻撃をする際に、相手に必要以上の負傷をさせることのないよう、刃がつけられていない。
長さは16cm～1m程で、形状は多くが敵の斬撃を受け流すために打刀の様に湾曲しており、また斬撃を受け止めるために断面が打刀よりも重ねを大幅に厚くした、五角形ないし二等辺三角形、もしくは台形あるいは楕円などの、棒身に近い形状である。また、手元には十手のように枝鉤が付いている。
実用品として制作されたものは刀身にあたる部分と一体の柄部に紐や藤を巻いただけのものが多いが、高度な塗装や彫刻の施された拵え（外装）に収められたものも多い。
兜割を用いた攻撃法は剣術を転用しているが、斬撃を旨とする日本刀とは違い、十手と同じく打撃を主目的としている。
使い方として、鉤を眉庇にひっかけて長い刃の方を地面に突き刺して固定してから、首を切り落とすとする説もある。